# Ідіоти (фільм)
«Ідіо́ти» (дан. Idioterne) — фільм режисера Ларса фон Трієра 1998 року. Це другий фільм трилогії «Золоте серце» («Розсікаючи хвилі» — «Ідіоти» — «Та, що танцює у темряві»). Світова прем'єра стрічки відбулася 20 травня 1998 року у рамках конкурсної програми Каннського кінофестивалю.

## Сюжет
Дія фільму відбувається у фешенебельному районі данського містечка. У стрічці показано історію групи забезпечених чоловіків і жінок, які випускають назовні власного «внутрішнього ідіота», тобто придурюються розумово неповноцінними. Вони роблять це не тільки заради власної розваги чи шокування обивателів, але і на знак протесту буржуазному суспільству. Група живе у чужому будинку, жоден з її членів не працює, єдиним їхнім способом заробітку є обдурювання інших і використання свого статусу ідіотів для отримання матеріальних благ. А проте, усі «ідіоти» почуваються комфортно, живучи таким життям. Справжнім випробуванням для них є повернення у реальний світ, де на них чекають реальні проблеми.

## У ролях
- Боділь Йоргенсен — Карен
- Єнс Альбінус — Стоффер
- Анна Луїза Хассінг — Сюзанна
- Троелс Лібі — Хенрік
- Ніколай Лі Каас — Єппе
- Луїза Міерітц — Жозефіна'
- Хенрік Пріп — Пед
- Луїс Месонеро — Мігель
- Кнуд Ромер Йоргенсен — Аксель
- Тріне Міхельсон — Нана
- Анна-Гретхе Б'яруп Ріїс — Катріна
- Ерік Ведерсее — дядько Стоффера
- Міхаель Морітцен — чоловік з муніципалітету
- Андерс Хове — батько Жозефіни

## Нагороди і номінації
Загалом стрічка отримала 5 нагород і 4 номінації, зокрема:
- номінацію на «Золоту пальмову гілку» Каннського кінофестивалю
- номінація на Європейський кіноприз за найкращий сценарій

## Цікаві факти
- Фільм є другим, що був відзнятий у рамках руху «Догма 95»
- Сценарій стрічки було написано за чотири дні[3]
- Щоб зробити атмосферу більш невимушеною для акторів уся творча група фільму, включно з самим Ларсом фон Трієром, на знімальному майданчикові повинна була роздягатися догола